# Dancehall

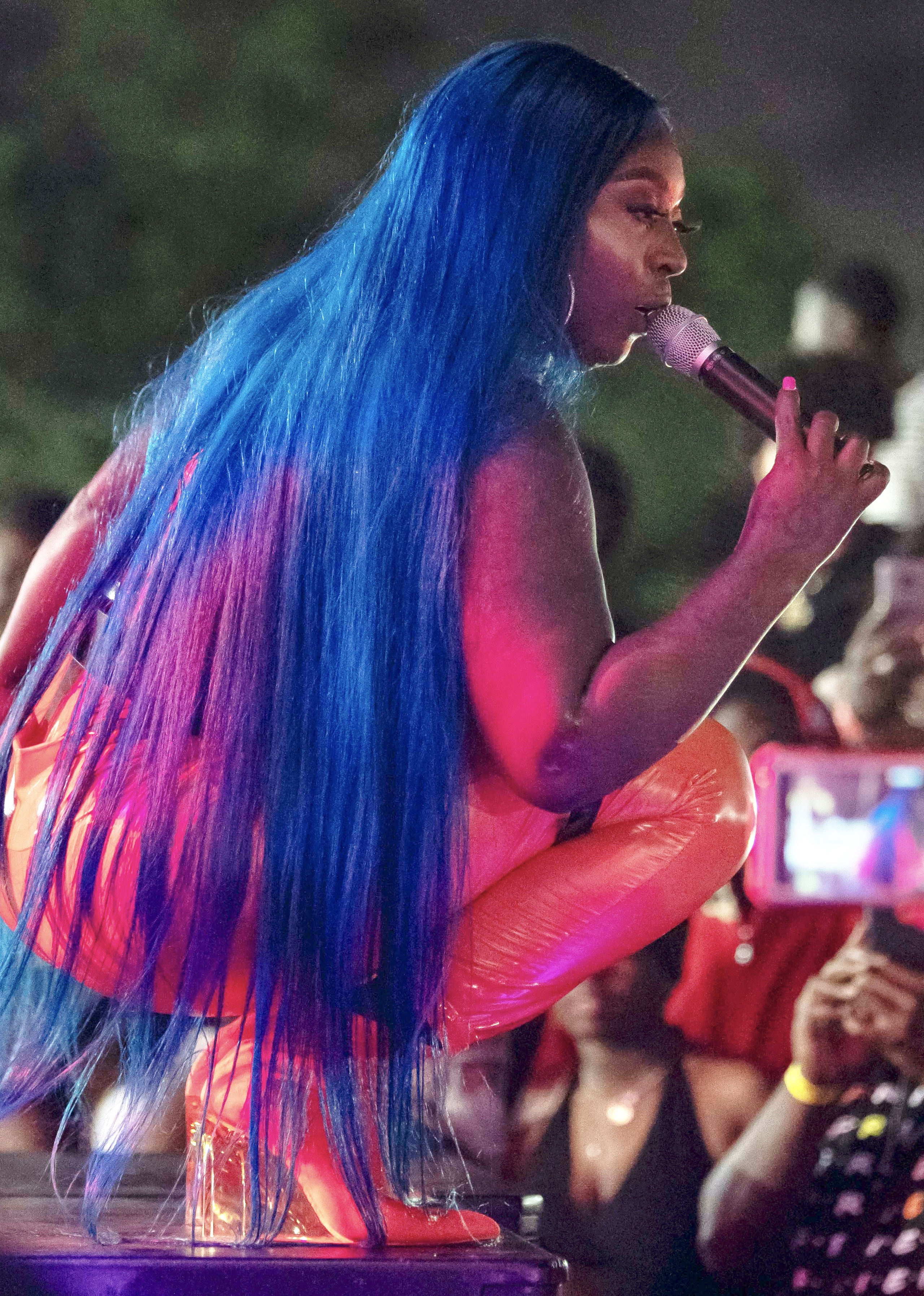
Spice, en av de största jamaicanska dancehall-ikonerna.

Dancehall är en typ av jamaicansk populärmusik i kombination med ett mikrofonartisteri som utvecklats ur reggaemusikens toasting, idag kallat deejaying. Dancehall är dessutom ett resultat av alla nya möjligheter att trolla med ljud som den tekniska utvecklingen inom musikproduktion gett, en utveckling som började med reggaegenren ragga år 1985. I ett vidare perspektiv är dancehall ett begrepp som förekommit så länge det funnits populärmusik på Jamaica, det vill säga från 1940-talet, och i den meningen betyder ordet helt enkelt "dansställe". I början var ska, rocksteady och reggae de musikstilar som dominerade dancehall. Från 1990-talet har emellertid dancehall musikaliskt orienterat sig bort från traditionell reggae genom att hämta influenser från annan karibisk musik, särskilt soca från Trinidad och Tobago, den indiska popmusiken från de stora indiska minoriteterna i Trinidad och andra närliggande länder, hiphop och rap från Nordamerika, reggaeton plus andra rytmer från särskilt Colombia och Brasilien i Latinamerika och genom flitigt experimenterande i hemlandet Jamaica och även bland jamaicaner i Storbritannien och USA. 
På grund av att många av dancehallens texter så ofta innehåller slackness (vulgära uttryck), antigaylyrik och marijuanahyllningar spelades den ursprungligen inte ens på jamaicansk radio. Den framfördes i stället genom sound systems (gatuhörnsdiskotek) i Jamaicas kåkstäder, och inomhus i stora danslokaler, dancehalls, eftersom det där var lättare att förhindra att minderåriga släpptes in. Än idag är dancehall en mycket jamaicansk företeelse trots vissa internationella framgångar. En förklaring är att den delvis eller helt framförs på jamaicansk patwa och inte på en engelska som förstås internationellt.

## Reggae blev Ragga som ett resultat av musikens digitalisering
En bit in på 1980-talet, efter Bob Marleys död 1981, dalade intresset för reggae i Europa. I USA hade visserligen Marleys post mortem samlingslabum Legend sålt oerhört bra, men till slut sjönk intresset med undantag för mer lättillgängliga reggae som den UB40 spelade. Den reggae som sålde bäst i mitten av 1980-talet internationellt var roots reggae, men den jamaicanska publiken vände sig till toast-artisterna. När datorerna började användas på olika sätt i musikbranschen på 1980-talet och den elektroniska musiken nådde Jamaica, blev det möjligt att skapa helt nya ljud och mixer- och redigeringsarbetet förenklades i betydande grad. Det blev också lättare att plagiera gamla sound och att förbättra och förändra. Reggaegitarren försvann nästan helt, och den i slutet av 1980-talet på Jamaica mest musikstilen var ragga.
Ragga är en reggaegenre som till övervägande delen förlitar sig på datoriserad utrustning, och i början av 1990-talet började den få ett större intresse utomlands. Det var inte i första hand lyssnarna i Europa som tog den till sig på samma sätt som de hade gjort med den ursprungliga reggaen. Ragga gick i stället på export till länder som lätt kunde blanda den med sin egen populärmusik – till Indien och indiska subkulturer runt om i världen genom de många artister av indisk härkomst som lever i Karibien, till Latinamerika genom cumbian som genom datorernas ankomst genomgått samma metamorfos som reggaen, till Egypten, Libanon och andra centrum för arabisk pop. 
Wayne Smiths låt Under Me Sleng Teng producerades av King Jammy 1985 på en Casio MT-40 synthesizer. och anses vara den första riktiga raggalåten, alternativt den första heldigitala reggaelåten. "Sleng Teng" ökade King Jammys popularitet, and andra musikproducenter på Jamaica släppte snabbt sina egna versioner av King Jammys riddim med ett tjog olika sångare. Sleng Teng-riddimet skulle komma att användas i över 200 inspelningar (med olika artister och melodier) inom ragga och dancehall. Barrington Levys album Here I Come från 1988 med låten "Here I Come" (I'm broad, I'm broad, I'm broader than broadway) var en annan viktig låt i utvecklingen av dancehall.
Barrington Levy, Shabba Ranks, Shaka Demus, Admiral Bailey, Frankie Paul, Macka B, Cocoa Tee, Kofi, Sanchez, Shinehead och svenske Papa Dee är några exempel på artister som förknippas med ragga, den tidigaste formen av dancehall. Redan då var deejay-artistens främsta tillgång en röst som avvek från det vanliga på något sätt och därigenom fångade publikens intresse. Gimmickar som att uttala ord fel, sjunga nonsensfrasar, gå ytterligare ett steg bort från det anständiga och liknande var också vanligt, och ett arv från toast-reggaen. En artist som varit populär ända från det tidiga 1980-talets toasting, under ragga-åren och ända fram till dagens dancehall är Eek-A-Mouse.

## Dagens dancehall
Exempel på stora dancehallartister är T.O.K, Bounty Killer, Elephant Man, Beenie Man, Tony Matterhorn, Lady Saw, Ninjaman, Shabba Ranks, Cutty Ranks, Garnett Silk, Sean Paul, Vybz Kartel, Busy Signal, Gyptian och Shaggy. Den främsta kvinnan inom genren är Lady Saw, som ofta presenteras som "The Queen of Dancehall" eller "Mama Saw". Några av artisterna lyckades slå sig in på den amerikanska marknaden, men deras karriärer i USA tog snabbt slut på grund av att de råa homosexuella skämten i texterna inte uppskattades.

### Homofobiska texter
Homosexualitet är fortfarande emot lagen på Jamaica. Den allmänna inställningen till homosexuella, "battyman", är fördömande, förlöjligande och hatbrott begås i landet. Det har smittat av sig på populärkulturen och så även på musiken. Det är dock inte den religiöst (rastafarianskt) orienterade reggaen som i sin lyrik hamnade i rampljuset från 1990-talet och framåt för uppmaningar till hatbrott, utan just den sexualiserade dancehallindustrins stjärnor.
Beenie Mans skanderar i sin sång "Damn": "I'm dreaming of a new Jamaica, come to execute all the gays." 
Elephant Man deklarerar i "A Nuh Fi Wi Fault" : "Battyman fi dead! / Please mark we word / Gimme tha tech-nine [gun] / Shoot dem like bird." ("Död åt battyemen / vänligen hör våra ord / Ge mig den TEC-9 (ett halvautamtiskt handeldvapen) / Skjut dem som fåglar". 
Bounty Killers hit "Another Level" uttrycker njutningen under "normal" sex och en avsky för homosexuella: "Bun a fire pon a kuh mister fagoty  / Cocky deh yah suh fi wheel unda Dorothy/ Ears ah ben up and a wince under agony/ Poop man fi drown a dat a yawd man philosophy." ("Bränn en brasa för att döda mister bög / Kuken där så att den roterar under Dorothy (eller en kvinna som rider en man). Hon böjer sig (bakåt) och förvrider ansiktet under klimaxen /  Homosexuella män bör dränkas och det är den allmänna filosofin".
Vissa dancehallartister blev hårt kritiserade för homofobi., sometimes including threats of violence. Buju Bantons song "Boom Bye-Bye" fastslår att de som är gay "haffi dead" ("have to die"). Andra dancehallartister som har blivit anklagade för homofobi är Elephant Man ("When you hear a lesbian getting raped/ It's not our fault ... Two women in bed/ That's two Sodomites who should be dead."), Bounty Killer (som i en sång uppmanar sina lyssnare att bränna  "Mister Fagoty") och Beenie Man. 
Den uppmärksamhet dancehallartisternas antigaytexter ledde till att Beenie Mans och Sizzlas turnéer i Storbritannien avbokades. Efter lobbyarbete från Stop Murder Music coalition gick den musikindustri som producerade och distribuerade dancehallmusik med på att inte längre släppa låtar som uppmanar till hat eller våld mot homosexuella. I juni 2007 skrev Beenie Man, Sizzla och Capleton  på ett avtal – the Reggae Compassionate Act — som medlats fram mellan dancehalltoppen och Stoppa mördarmusikenaktivister (Stop Murder Music activists), där raggastjärnorna förband sig att inte uppmuntra och/eller medverka till homofobi och våldsuppmaningar i låtarna. renouncing homophobia, and agreeing to "not make statements or perform songs that incite hatred or violence against anyone from any community". Däremot avstod fem stjärnor som utpekats som homofobiska – Elephant Man, TOK, Bounty Killer, Vybz Kartel och Buju Banton – från att skriva på detta avtal. Några av dancehallstjärnorna drog sig tillbaka och återvände efter en tid till den jamaicanska musikscenen, vissa med ännu korta dreadlocks och uppgav att de konverterat till rastafaritron. Denna blandning av dancehall, samhällskritik och rastafari – som framför allt förmedlas av helt nya artister som I Wayne, Fantan Mojah, Gentleman, och Turbulence har fått namnet Conscious dancehall.
Musikaliskt är det inget problem för dancehall att knyta an till rötterna. Inom reggaebranschen har det alltid vanligt att flera artister spelar in låtar med samma instrumentala bakgrund. Ofta lägger artisten bara på sin vokalinsats på musiken, men musikspåret (som kallas rytm eller riddim) kan även modifieras med nya melodislingor eller instrument, eller mixas på ett annat sätt. Vissa riddims har gjorts i hundratals versioner av en mängd olika artister. Många av de mest använda rytmerna inom dancehall är versioner av gamla rock steady- och reggaelåtar från 1970- och 1960-talen, såsom Real Rock, Stalag och Satta.